# Hatfield, Herefordshire
Hatfield är en by i civil parish Hatfield and Newhampton, i grevskapet Herefordshire, i England. Byn är belägen 10 km från Leominster. Hatfield var en civil parish fram till 1987 när blev den en del av Hatfield & Newhampton. Civil parish hade 141 invånare år 1961. Byn nämndes i Domedagsboken (Domesday Book) år 1086, och kallades då Hetfelde.